# Obrona Bogumina
Obrona Bogumina – działania wojenne prowadzone podczas wojny polsko-czechosłowackiej 23 stycznia 1919 r. Była to pierwsza bitwa tej wojny.

## Początki walk
O godzinie 8:30 23 stycznia wojska czechosłowackie zaatakowały polskie placówki wysunięte na zachód od Bogumina. Dworzec został przejęty przez Czechów, gdzie utworzyli ośrodek oporu, który został przełamany przez kompanie kpt. Mielnika po krótkotrwałej aczkolwiek krwawej walce. Kompania czeska została odesłana pod eskortą do Piotrkowic. Kompania kpt. Mielnika musiała się jednak wycofać spod dworca pod czeskim naporem.

## Pierwsze rozmowy
O 13:40 do ppłk. Mroczkowskiego przyjechał mjr Sykora oraz oficerzy brytyjski i francuski, którzy odczytali pismo płk. Gillaina domagające się opuszczenia Bogumina przez Polaków. Mroczkowski odrzucił wszystkie pertraktacje, ponieważ chciał być pewny, że zapewnienia mjr. Sykory są prawdziwe. Walki zostały na chwile zatrzymane. Mroczkowski zadzwonił do dowództwa frontu i zapytał się, czy został wydany rozkaz do wycofania, a otrzymał taką odpowiedź: „Rzeczą rządu są układy, a rzeczą żołnierzy jest walka. Bogumin trzymać do ostatka”. Po tym walki zostały ponowione.

## Końcowe walki
Gdy Sykora usłyszał decyzję Mroczkowskiego, wycofał swoich żołnierzy, którzy zajęli ogrzewalnię. Mimo tego czeskie oddziały nie zajęły ogrzewalni, zamiast tego oblegli stacje kolejową. Na peronie osobowym znów rozgorzała walka na bagnety i na granaty ręczne. Majorowi Sykorze udało nakłonić się obie strony do zaprzestania strzelaniny. W międzyczasie przyjechał pociąg, który miał zabrać oddziały polskie. Czesi wymogli jednak oddanie jeńców wojennych. Gdy do Piotrkowic został wysłany por. Gromadzki w celu wysłania jeńców do Bogumina, a równocześnie próbowano z rozkazu dowództwa wycofać się przez linie kolejową do Piotrkowic. Lecz patrole stwierdziły, że Czesi okrążyli dworzec i zastawili pułapkę. Odwrót więc był niemożliwy. O 19:00 dotarł pociąg z jeńcami czeskimi z Piotrkowic. Gdy do wagonów, z których wysiedli jeńcy, zaczęli wsiadać polscy żołnierze, Czesi otworzyli ogień i mimo oporu rozbroili Polaków i po czym wysłano ich do Morawskiej Ostrawy.